# Heinrich Pflanzl
Heinrich Pflanzl (9. Oktober 1903 in Salzburg – 21. März 1978 in Großgmain) war ein österreichischer Opern- und Operettensänger der Stimmlage Bass.

## Leben und Werk
Heinrich Pflanzl war der Sohn des bekannten Mundartdichters Otto Pflanzl, dessen Text Mei Hoamat, mei Salzburg als heimliche Salzburger Landeshymne gilt. Er absolvierte die Staatsrealschule Salzburg und die Bundeslehrerbildungsanstalt Salzburg, studierte aber nebenbei Gesang am Salzburger Mozarteum. Erste Erfolge bei Bunten Abenden und im Salzburger Marionettentheater bestärkten ihn, sich an der Akademie für Musik und darstellende Kunst Wien zu bewerben. Er wurde aufgenommen und schloss sein Studium ab.
1929 trat er sein erstes Engagement am Stadttheater Bern an, wo er als Sixtus Beckmesser in Die Meistersinger von Nürnberg debütierte. 1930 wechselte er an das Opernhaus Breslau, wo er bis 1936 blieb und sich dort ein breites Repertoire von rund sechzig Rollen erarbeiten konnte. Es folgten Engagements am Stadttheater Nürnberg (ab 1936), am Staatstheater Kassel (ab 1939) und an der Staatsoper Dresden (1942 bis 1944).
1939 debütierte er an der Staatsoper Unter den Linden in Berlin. Im November 1940 gastierte er als Ochs von Lerchenau in Der Rosenkavalier an der Wiener Staatsoper.
Zu seinen größten Erfolgen zählten Leporello, Rocco, Ochs von Lerchenau und der Kreon in Orffs Antigonae. Der Sixtus Beckmesser galt als seine besondere Glanzrolle. Er war in Kassel und Dresden an mehreren Uraufführungen beteiligt, in Werken von Boris Blacher, Joseph Haas und Heinrich Sutermeister.
Nach der Schließung aller Theater im Jahre 1944 war Pflanzl in Breslau stationiert. Er kam in Kriegsgefangenschaft, konnte aber im Juni 1945 mit einem russisch-polnischen Passierschein zu seiner Familie nach Dresden zurückkehren. In den ersten Nachkriegsjahren trat er an der Staatsoper Dresden als Sixtus Beckmesser, Biterolf in Tannhäuser, Ochs auf Lerchenau sowie als Kreon in der deutschen Erstaufführung von Antigonae auf.
Im Juli 1947 gastierte er von seinem Dresdner Engagement aus an der Berliner Staatsoper als Baculus in Der Wildschütz. Im Juni 1948 war er der Leporello in einer Don Giovanni-Neuinszenierung unter der musikalischen Leitung von Joseph Keilberth. Mit Beginn der Spielzeit 1948/49 wurde er, nachdem er dort mehrfach bereits als Gast erfolgreich aufgetreten war, an die Staatsoper Unter den Linden verpflichtet und blieb dort 1961 im Ensemble. In der Spielzeit 1948/49 übernahm er, wieder unter der musikalischen Leitung von Joseph Keilberth, den Sixtus Beckmesser in einer Neuinszenierung von Die Meistersinger von Nürnberg. In der Spielzeit 1949/50 folgte dort der Dulcamara in einer Neuinszenierung der Donizetti-Oper Der Liebestrank. In der Spielzeit 1950/51 sang Pflanzl als Premierenrollen Graf Waldner in Arabella, den Kellermeister Hans in Undine und die Titelrolle in Der Barbier von Bagdad. In der Spielzeit 1951/52 war er als Rocco in einer Fidelio-Neuinszenierung besetzt. Im Mai 1953 gehörte er zum Ensemble der Berliner Erstaufführung der Oper Der Günstling von Rudolf Wagner-Régeny. Im September 1955 sang er anlässlich der festlichen Eröffnung des wiederaufgebauten Opernhauses Unter den Linden den Sixtus Beckmesser in Die Meistersinger von Nürnberg (Dirigent: Franz Konwitschny. In der Spielzeit 1955/56 übernahm er auch den Doktor in der Wozzeck-Premiere. In der Spielzeit 1956/57 sang er den Seneca in der Premieren-Inszenierung Die Krönung der Poppea. Im Dezember 1957 war er der Stadthauptmann in der Berliner Erstaufführung von Werner Egks Oper Der Revisor, im März 1958 der Fra Melitone in der Neueinstudierung der Verdi-Oper Die Macht des Schicksals. In der Spielzeit 1959/60 übernahm die Rolle des Sir John Falstaff in einer Neuinszenierung der Oper Die lustigen Weiber von Windsor. Im Februar 1961 sang er unter der musikalischen Leitung von Kurt Sanderling den Warlaam in der Premiere von Boris Godunow. Im Mai 1961 hatte er als Präsident in Peer Gynt seine letzte Premierenrolle an der Berliner Staatsoper. Nach dem Bau der Berliner Mauer im Jahre 1961 löste er seinen Vertrag an der Berliner Staatsoper und kehrte in seine Heimatstadt zurück.
1950 gehörte er an der Komischen Oper Berlin zur Besetzung der Oper Die verkaufte Braut, inszeniert von Walter Felsenstein, dirigiert von Arthur Grüber, mit Anny Schlemm in der Titelpartie und mit Rudolf Schock. Für diese Inszenierung wurden fünf Künstler mit dem Nationalpreis der DDR ausgezeichnet.
1951 wurde er zu den ersten Bayreuther Festspielen nach dem Zweiten Weltkrieg eingeladen. Er übernahm die Rolle des Alberich im Ring-Zyklus in einer Wieland-Wagner-Modellinszenierung sowie abwechselnd Fritz Kothner und Sixtus Beckmesser in Die Meistersinger von Nürnberg, inszeniert von Rudolf Hartmann, alternierend dirigiert von Hans Knappertsbusch und Herbert von Karajan.
Es folgte eine rege Gastspieltätigkeit, die ihn nach Venedig, Stuttgart, Barcelona, München, Hamburg, Paris, Düsseldorf und Prag führte. Bei den Salzburger Festspielen trat er nur ein einziges Mal auf, im August 1963 als Bass-Solist in Mozarts Requiem.
Von 1962 bis 1973 leitete er eine Gesangs- und Opernklasse am Mozarteum und unterrichtete an der Internationalen Sommerakademie des Mozarteum. Zu seinen Schülern zählte Albert Hartinger.
Pflanzl war verheiratet und Vater eines Sohnes.

## Auszeichnungen
- 1948: Sächsischer Kammersänger
- 1950: Nationalpreis der DDR (II. Klasse für Kunst und Literatur)
- 1952: Berliner Kammersänger

## Aufnahmen
Opern
- Lortzing: Zar und Zimmermann, Opernverfilmung von Hans Müller, Dirigent: Hans Löwlein, Chor und Orchester der Staatsoper Berlin, mit Bert Fortell/Josef Metternich, Günther Haack/Gerhard Unger, Willy A. Kleinau/Heinrich Pflanzl (van Bett), Lore Frisch/Ingeborg Wenglor, Walther Süssenguth, Kurt Mühlhardt, Erich Arnold (Châteauneuf), Paula Braend. DEFA 1956
- Wagner: Das Rheingold
- Wagner: Siegfried
- Wagner: Die Meistersinger von Nürnberg. Eine Aufführung der Bayerischen Staatsoper im Prinzregententheater in München, mit Otto Edelmann, Lisa della Casa, Hans Hopf, Ira Malaniuk, Gerhard Unger, Kurt Böhme und  Heinrich Pflanzl als Sixtus Beckmesser. Dirigent: Hans Knappertsbusch. Orfeo 1997

Operetten
- 4 Operettentrümpfe. Mit Anneliese Rothenberger, Melitta Muszely, Sonja Schöner, Heinz Hoppe und Heinrich Pflanzl. Ausschnitte aus Das Land Des Lächelns, Der Zarewitsch, Der Zigeunerbaron, Eine Nacht in Venedig. Telefunken
- Die Meisteroperette. Mit Sonja Schöner, Donald Grobe, Heinz Hoppe, Willy Hofmann und Heinrich Pflanzl. Ausschnitte aus Wiener Blut, Gasparone, Paganini und Boccaccio. Telefunken
- Der Zarewitsch/Der Zigeunerbaron. Mit Sonja Schöner, Melitta Muszely, Heinz Hoppe, Heinrich Pflanzl, dem Günther-Arndt-Chor, Orchester der Städtischen Oper Berlin, Hansgeorg Otto, Richard Müller-Lampertz. Telefunken/Deutscher Schallplattenclub